# Прокуратура Верховного суда СССР
Прокурату́ра Верхо́вного Суда́ СССР — надзорный орган за соблюдением законности правовой системы СССР в 1923 — 1933 годах.

## Создание
В ноябре 1923 года была образована Прокуратура Верховного Суда СССР, причудливо объединивший в себе обвинительную и судебную составляющие в системе советского правосудия. На 1 июля 1928 года высшее юридическое образование имели 11,5 % прокуроров. В 1928 году в РСФСР из 339 снятых с должности прокуроров 29 прокуроров были сняты за пьянство, а 52 прокурора были сняты по несоответствию.

## Функции
Прокуратуре ВС СССР были предоставлены широкие полномочия: право законодательной инициативы и совещательного голоса в заседаниях высших органов власти государства, право приостанавливать решения и приговоры коллегии ВС СССР и др.

## Упразднение
В июне 1933 года Постановлением ЦИК СССР и СНК СССР принято решение об упразднении Прокуратуры ВС СССР и учреждении Прокуратуры СССР.